# Alex Len'
Oleksij Jurijovyč Len', detto Alex (in ucraino Олексій Юрійович Лень?; Antracyt, 16 giugno 1993), è un cestista ucraino, di ruolo centro, professionista nella NBA.

## Carriera

### Draft NBA 2013: l'infortunio pre-Draft e la scelta di Phoenix

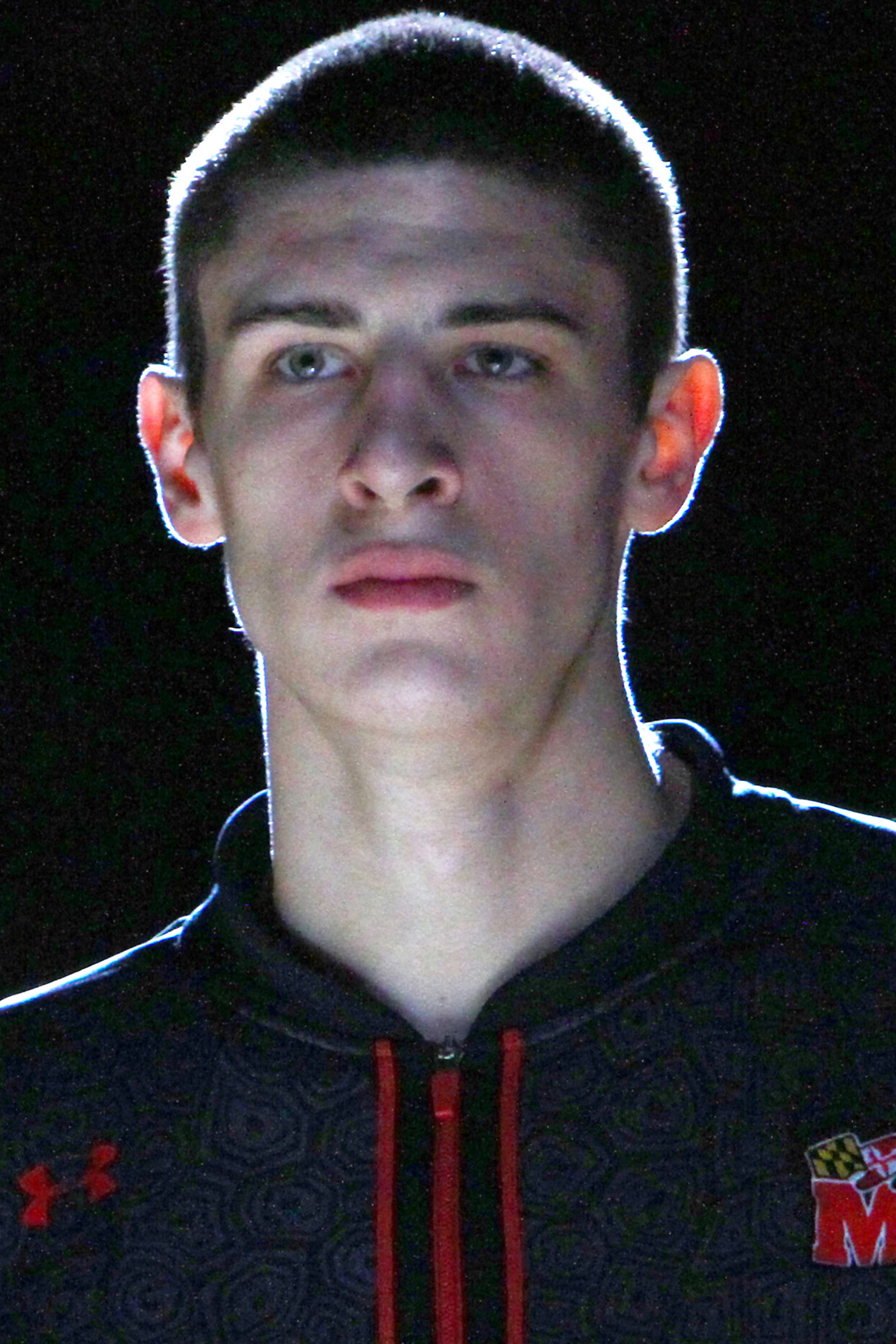
Len con la maglia del Maryland nel 2012

Il 15 aprile 2013 si rese eleggibile per il Draft NBA 2013 durante una conferenza in cui lui ringraziò Mark Turgeon che fu il suo coach durante i suoi 2 anni all'Università del Maryland; Turgeon elogiò Len' con questa frase:
(Mark Turgeon)
A seguito dell'infortunio di Nerlens Noel, Len' arrivò addirittura a essere pronosticato come prima scelta assoluta al Draft da parte degli esperti. Tuttavia il 4 maggio 2013 subì un grave infortunio alla caviglia sinistra che lo costrinse a stare fuori per 6 mesi, facendo sì che lui scendesse nelle quotazioni che lo vedevano come prima scelta assoluta.
Il 23 giugno 2013 durante il Draft NBA, svoltosi al Barclays Center di Brooklyn, la prima scelta fu il canadese, proveniente dall'Università del Nevada, Anthony Bennett (unico giocatore non-statunitense a essere scelto prima di Len'), mentre Len' venne selezionato come quinta scelta assoluta dai Phoenix Suns.

### Phoenix Suns (2013-2018)
Il 30 agosto 2013 firmò un contratto quinquennale con i Phoenix Suns. Ai Suns il cestista ucraino non riuscì a confermare quanto di buono mostrato al college nei 5 anni di militanza passati più in panchina che in campo. Solo nel terzo anno Len' mostrò qualche miglioramento sfiorando i 10 punti di media ma per il resto la sua esperienza fu deludente.

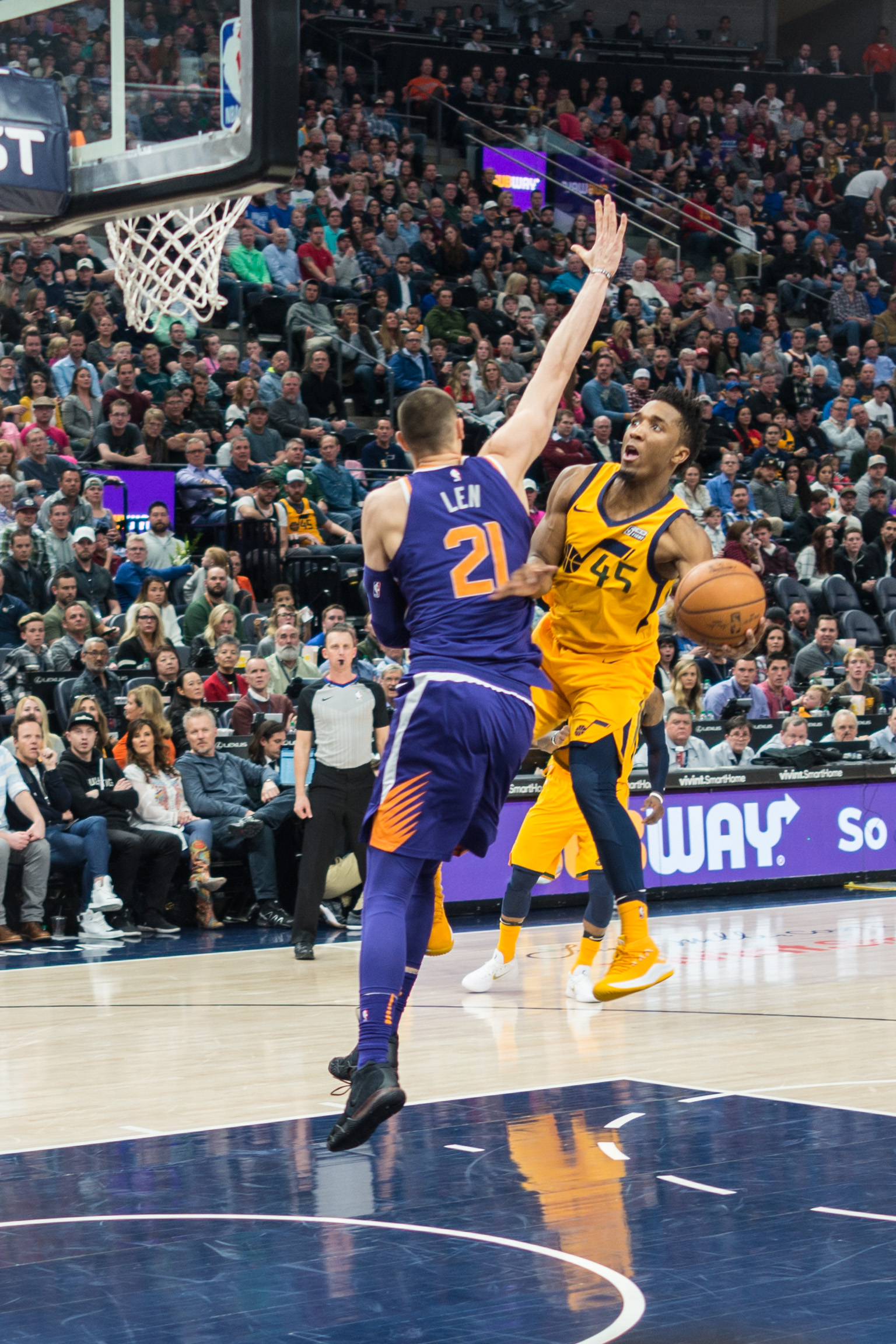
Len' (sinistra) mentre tenta di stoppare Donovan Mitchell

Il 30 novembre 2017 mise a referto il suo career-high di rimbalzi raccogliendone 18 nella vittoria per 104-99 contro i Chicago Bulls.
Alla fine della stagione 2017-18 venne reso noto che i Suns non avrebbero rinnovato ulteriormente il suo contratto.

### Atlanta Hawks (2018-2020)
Il 3 agosto 2018 firmò biennale da 8,5 milioni di dollari con gli Atlanta Hawks. Il 31 ottobre 2018 ha segnato 22 punti nella sconfitta per 136-114 contro i Cleveland Cavaliers. Il 3 gennaio 2019 ha segnato 24 punti (raccogliendo anche 11 rimbalzi) nella sconfitta per 114-98 contro gli Washington Wizards. Il 16 gennaio 2019 ha segnato nuovamente 24 punti (e ri-raccolto 11 rimbalzi) nella clamorosa vittoria per 142-126 contro gli Oklahoma City Thunder. Il 2 marzo 2019 ha segnato ancora 24 punti nella sconfitta per 168-161 contro i Chicago Bulls. Appena 2 giorni dopo segna 28 punti nella vittoria ottenuta nel rematch coi Chicago Bulls per 123-118. Ad Atlanta Len' ha dato dei segnali di rilancio della sua carriera NBA dopo gli anni bui a Phoenix.

### Nazionale
Dopo aver giocato con l'Under-16 e l'Under-18 ucraina, dal 2018 rappresenta la nazionale maggiore.

## Statistiche

### NCAA
| Anno      | Squadra            | PG | PT | MP   | TC%  | 3P%  | TL%  | RP  | AP  | PRP | SP  | PP   |
| --------- | ------------------ | -- | -- | ---- | ---- | ---- | ---- | --- | --- | --- | --- | ---- |
| 2011-2012 | Maryland Terrapins | 22 | 11 | 21,2 | 55,3 | 0,0  | 58,7 | 5,4 | 0,6 | 0,2 | 2,1 | 6,0  |
| 2012-2013 | Maryland Terrapins | 38 | 37 | 26,4 | 53,4 | 12,5 | 68,6 | 7,8 | 1,0 | 0,2 | 2,1 | 11,9 |
| Carriera  | Carriera           | 60 | 48 | 24,5 | 53,8 | 11,1 | 66,3 | 7,0 | 0,8 | 0,2 | 2,1 | 9,7  |

#### Massimi in carriera
- Massimo di punti: 23 vs Kentucky (9 novembre 2012)[19]
- Massimo di rimbalzi: 13 (3 volte)
- Massimo di assist: 4 vs Wake Forest (14 marzo 2013)
- Massimo di palle rubate: 2 (2 volte)
- Massimo di stoppate: 6 vs Iowa (2 aprile 2013)
- Massimo di minuti giocati: 36 (2 volte)

### NBA

#### Regular Season
| Anno      | Squadra          | PG  | PT  | MP   | TC%  | 3P%  | TL%  | RP  | AP  | PRP | SP  | PP   |
| --------- | ---------------- | --- | --- | ---- | ---- | ---- | ---- | --- | --- | --- | --- | ---- |
| 2013-2014 | Phoenix Suns     | 42  | 3   | 8,6  | 42,3 | -    | 64,5 | 2,4 | 0,1 | 0,1 | 0,4 | 2,0  |
| 2014-2015 | Phoenix Suns     | 69  | 44  | 22,0 | 50,7 | 33,3 | 70,2 | 6,6 | 0,5 | 0,5 | 1,5 | 6,3  |
| 2015-2016 | Phoenix Suns     | 78  | 46  | 22,3 | 42,3 | 14,3 | 72,8 | 7,6 | 1,2 | 0,5 | 0,8 | 9,0  |
| 2016-2017 | Phoenix Suns     | 77  | 34  | 20,3 | 49,7 | 25,0 | 72,1 | 6,6 | 0,6 | 0,5 | 1,3 | 8,0  |
| 2017-2018 | Phoenix Suns     | 69  | 13  | 20,2 | 56,6 | 33,3 | 68,4 | 7,5 | 1,2 | 0,4 | 1,1 | 8,5  |
| 2018-2019 | Atlanta Hawks    | 77  | 31  | 20,1 | 49,4 | 36,3 | 64,8 | 5,5 | 1,1 | 0,4 | 0,9 | 11,1 |
| 2019-2020 | Atlanta Hawks    | 40  | 9   | 18,6 | 54,6 | 25,0 | 63,0 | 5,8 | 1,1 | 0,5 | 0,8 | 8,7  |
| 2019-2020 | Sacramento Kings | 15  | 3   | 15,0 | 59,3 | 66,7 | 70,8 | 6,1 | 0,5 | 0,2 | 1,0 | 5,9  |
| 2020-2021 | Toronto Raptors  | 7   | 2   | 10,8 | 50,0 | 50,0 | 50,0 | 1,6 | 0,4 | 0,1 | 0,9 | 2,3  |
| 2020-2021 | Wash. Wizards    | 57  | 40  | 15,8 | 61,9 | 26,3 | 63,6 | 4,4 | 0,8 | 0,3 | 1,0 | 7,1  |
| 2021-2022 | Sacramento Kings | 39  | 10  | 15,9 | 53,4 | 28,6 | 65,1 | 4,1 | 1,2 | 0,3 | 0,6 | 6,0  |
| 2022-2023 | Sacramento Kings | 26  | 2   | 6,2  | 53,3 | 0,0  | 68,8 | 2,3 | 0,5 | 0,2 | 0,4 | 1,7  |
| 2023-2024 | Sacramento Kings | 48  | 0   | 9,3  | 61,7 | 0,0  | 58,8 | 2,7 | 1,0 | 0,2 | 0,7 | 2,5  |
| 2024-2025 | Sacramento Kings | 36  | 3   | 7,2  | 53,7 | 16,7 | 53,8 | 1,8 | 0,8 | 0,2 | 0,5 | 1,4  |
| 2024-2025 | L.A. Lakers      | 10  | 4   | 12,2 | 45,5 | 33,3 | 25,0 | 3,1 | 0,8 | 0,1 | 0,3 | 2,2  |
| Carriera  | Carriera         | 690 | 244 | 17,0 | 51,0 | 32,2 | 67,8 | 5,3 | 0,9 | 0,4 | 0,9 | 6,7  |

#### Play-off
| Anno     | Squadra          | PG | PT | MP  | TC%  | 3P% | TL%  | RP  | AP  | PRP | SP  | PP  |
| -------- | ---------------- | -- | -- | --- | ---- | --- | ---- | --- | --- | --- | --- | --- |
| 2021     | Wash. Wizards    | 5  | 3  | 8,4 | 57,1 | -   | 57,1 | 2,2 | 0,4 | 0,2 | 0,0 | 4,0 |
| 2023     | Sacramento Kings | 7  | 0  | 7,7 | 77,8 | -   | 83,3 | 2,9 | 0,1 | 0,0 | 0,4 | 2,7 |
| 2025     | L.A. Lakers      | 2  | 0  | 2,0 | 0,0  | -   | -    | 2,0 | 0,0 | 0,0 | 0,0 | 0,0 |
| Carriera | Carriera         | 14 | 3  | 7,1 | 62,5 | -   | 69,2 | 2,5 | 0,2 | 0,1 | 0,2 | 2,8 |

#### Massimi in carriera
- Massimo di punti: 33 vs Milwaukee Bucks (7 aprile 2019)[20]
- Massimo di rimbalzi: 19 vs Minnesota Timberwolves (16 dicembre 2017)
- Massimo di assist: 7 vs Houston Rockets (7 aprile 2016)
- Massimo di palle rubate: 4 vs Indiana Pacers (22 novembre 2014)
- Massimo di stoppate: 6 (5 volte)
- Massimo di minuti giocati: 40 vs Miami Heat (3 marzo 2016)